# Glossadelphus perplanicaulis
Glossadelphus perplanicaulis är en bladmossart som beskrevs av Fleischer 1923. Glossadelphus perplanicaulis ingår i släktet Glossadelphus och familjen Hypnaceae. Inga underarter finns listade i Catalogue of Life.